# Florida State League
La Florida State League è una lega minore del baseball americano (livello: A+), che opera principalmente in Florida.
La lega fu fondata nel 1919 e fino ad ora non ha mai saltato una stagione. Ha una media tra 500 a 1.000 spettatori per partita.
È composta da 12 squadre divise in due division: North e South. La stagione regolare è divisa in due parti. Le vincenti di ogni division nelle rispettive parti, si scontrano ai playoff.
Il campione più recente è il Fort Myers Miracle, affiliato ai Minnesota Twins e ora noto come Fort Myers Mighty Mussels, che ha vinto nel 2018. I playoff della lega sono stati annullati nel 2019 a causa dell'imminente uragano Dorian e nessun campione è stato nominato.